# Afrikanische Teufelskralle
Die Afrikanische Teufelskralle (Harpagophytum procumbens), auch kurz Teufelskralle oder Trampelklette genannt, ist eine Pflanzenart in der Familie der Sesamgewächse (Pedaliaceae). Sie ist als Heilpflanze bekannt.

## Beschreibung und Ökologie

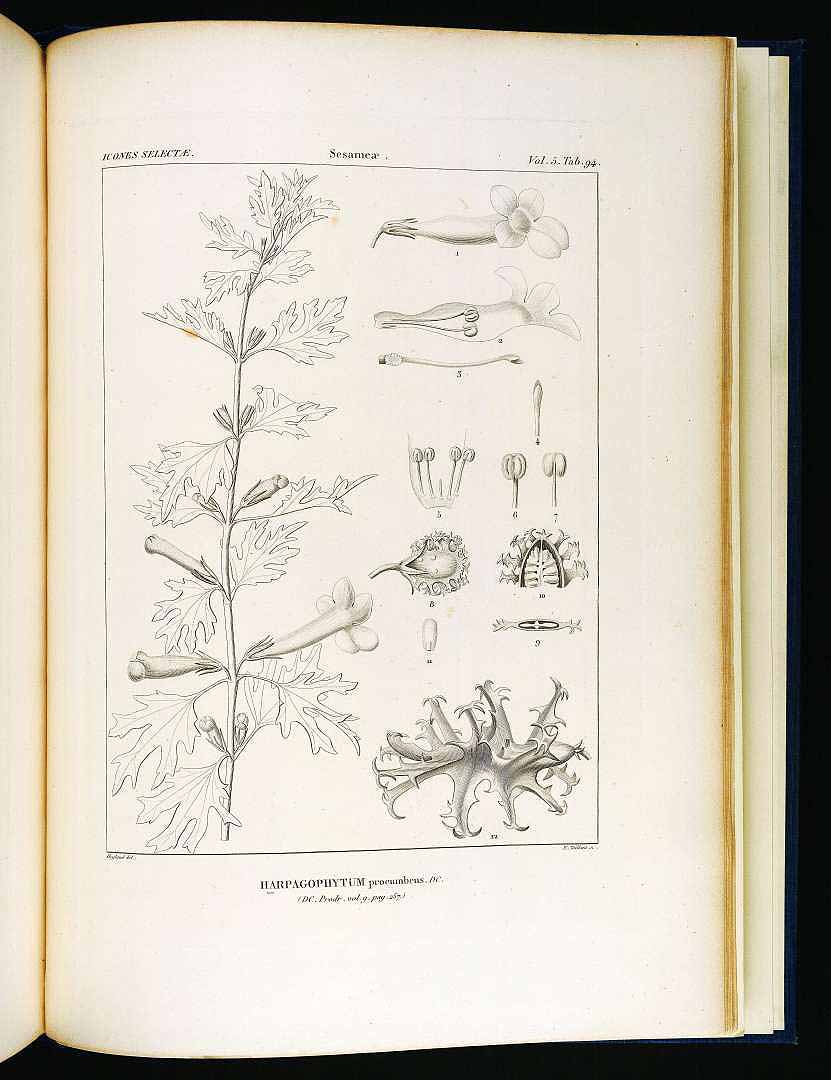
Illustration aus Icones selectae plantarum

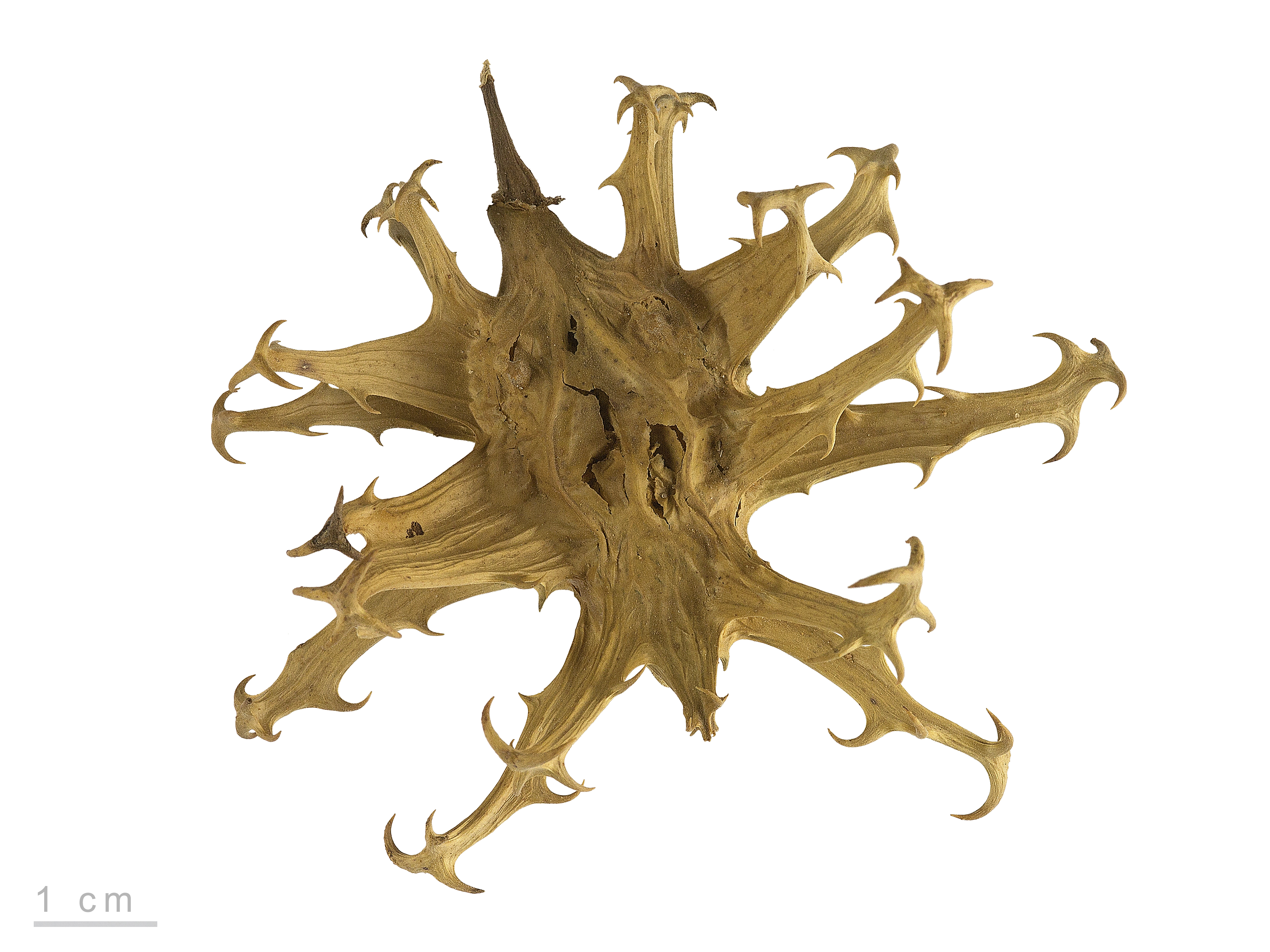
Hakenarmige Frucht

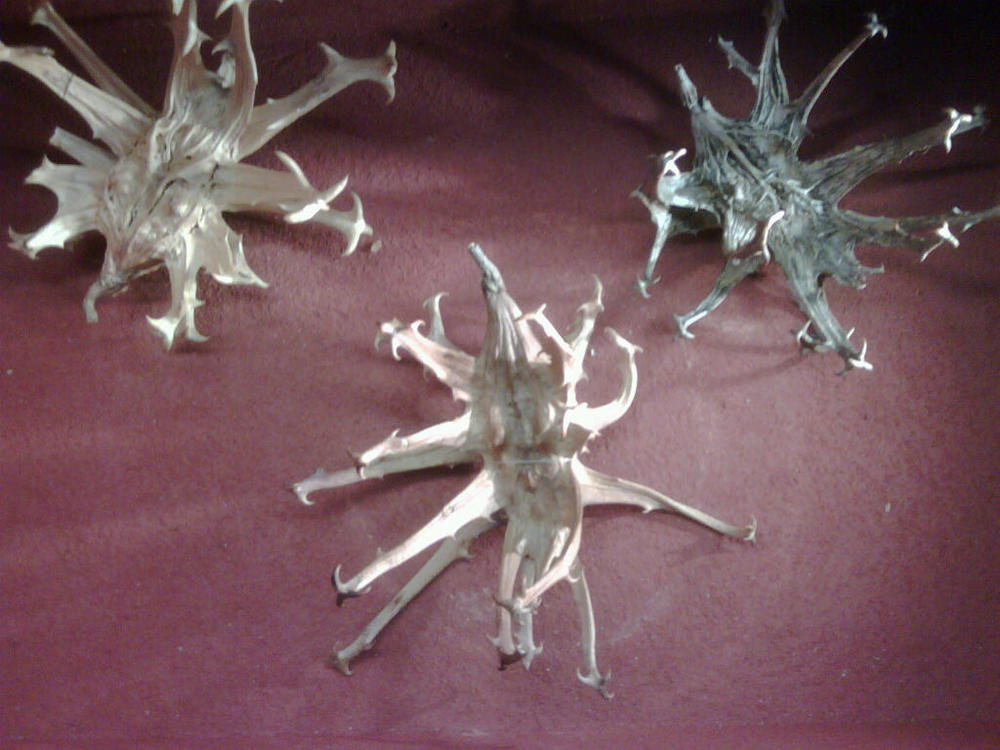
Getrocknete Früchte

### Vegetative Merkmale
Harpagophytum procumbens wächst als ausdauernde, krautige Pflanze. Sie entwickelt 1,5–2 m lange, am Boden kriechende Stängel, die radial aus ihrer bis etwa einen Meter tiefen Pfahlwurzel (Hauptwurzel; mother) entspringen. Die sekundären, bräunlichen Wurzelknollen (Sekundärwurzeln; babies) sind bis 25 cm lang, messen bis 6 cm im Durchmesser und befinden sich bis zu einem Meter tief.
Die meist gegenständig angeordneten, teils aufrechten Laubblätter sind in Blattstiel und -spreite gegliedert. Die einfache, dunkelgrüne Blattspreite ist bei einer Länge von bis etwa 6,5 cm sowie einer Breite von 3–4 cm eiförmig und fiederlappig bis -teilig, manchmal auch grob gekerbt. Die Ränder sind ganz und wellig, teils hochgebogen, die Spreite ist teils eingefaltet bis rinnenförmig oder gerafft. Der Spreitengrund ist gestutzt bis stumpf, die Lappen sind abgerundet. Die Blätter sind dicht mit Drüsenhaaren bedeckt, unterseits dichter.

### Generative Merkmale
Die Farbe der auffallenden, einzeln und achselständig erscheinenden, kurz (einen Tag) aufblühenden, großen, glockenförmigen, bis 6,5 cm langen und etwa 4 cm im Durchmesser messenden, kurz gestielten, zwittrigen und zygomorphen, fünflappigen Blüten reicht von hellrosa bis purpurrot oder rötlich. Im Schlund sind sie weiß-gelblich und teils auch rötlich gestreift. Die lange Kronröhre ist bis etwa 1,3 cm breit und außen gelblich, rötlich. Der fünflappige, grüne Kelch ist bis etwa 1 Zentimeter lang. Die vier kurzen Staubblätter sind leicht didynamisch, es ist ein kleines Staminodium vorhanden. Der zweikammerige Fruchtknoten ist oberständig mit knapp eingeschlossenem Griffel und zweilappiger Narbe. Es ist ein Diskus vorhanden.
Den Trivialnamen Teufelskralle verdankt diese Pflanzenart ihren verholzenden, anfänglich hellgrünen, dann purpurfarbenen, zuletzt beige-braunen, bis 15 cm großen Früchten mit mehreren (etwa 10–16), etwa 3–9 cm langen und 7–10 mm breiten, leicht elastischen, hakenarmigen Auswüchsen. Durch die spitzigen Haken bleiben die Schließfrüchte an vorbeiziehenden Tieren hängen und stellen so die Ausbreitung der Pflanzenart über die Epichorie sicher. Sie werden später meist zertrampelt und setzen so die Samen frei (Trampelklette).
Die zweikammerige, holzige Kapselfrucht ist ellipsoid und 4,5–7 cm lang und 2–3 cm breit. Es sind etwa 20–70 schwarzbraune, kantige, rau texturierte Samen in den zwei Kammern enthalten, sie sind jeweils vierreihig angeordnet. Die Samen sind 6–8,5 mm lang und 3–5 mm breit. Die Tausendkornmasse beträgt etwa 12–14 g.
Die Chromosomenzahl beträgt 2n = 20.

## Vorkommen
Die Afrikanische Teufelskralle kommt laut einer Studie aus dem Jahr 2016 im südlichen Afrika in den Ländern Botswana, Namibia und Südafrika vor. Anderer Quelle nach ist sie auch in Eswatini, Lesotho und Simbabwe verbreitet.

## Systematik
Die Erstbeschreibung dieser Art erfolgte 1822 unter dem Namen (Basionym) Uncaria procumbens durch Burchell. Der Gattungsname wurde später von De Candolle in Harpagophytum geändert, weil die Gattung Uncaria bereits unter den Rötegewächsen (Rubiaceae) existierte. Nach der Bearbeitung von Meissner 1840 wurde diese Art als Harpagophytum procumbens (Burch.) D.C. ex Meissn. gültig veröffentlicht.
Es werden zwei Unterarten unterschieden:
- Harpagophytum procumbens subsp. procumbens (Burch.) DC. ex Meissn., Namibia, Nord- und Zentral-Südafrika, südwestliches Botswana[11]
- Harpagophytum procumbens subsp. transvaalense Ihlenf. & H.Hartm., östliches Botswana, südöstliches Zimbabwe, nordöstliches Südafrika.[12] Mit anderen Früchten, kürzeren Armen und weniger Haken, Blätter breiter und weniger gelappt, Blüten eher purpur.

## Verwendung
Die Afrikanische Teufelskralle wird für medizinische Zwecke genutzt. Sie besitzt appetitanregende, choleretische, entzündungshemmende, schwach schmerzstillende und knorpelprotektive Eigenschaften. Insbesondere kann sie für eine unterstützende Therapie bei Arthrose und anderweitiger Mobilitätseinschränkung eingesetzt werden. Daneben ist die Afrikanische Teufelskralle durch ihre Bitterstoffe appetit- und verdauungsanregend. Der Bitterwert liegt bei ca. 6.000, zum Vergleich: Der Gelbe Enzian hat einen Bitterwert von mindestens 10.000.
Die Afrikanische Teufelskralle wird von den im südlichen Afrika lebenden San und Khoi seit Jahrhunderten für medizinische Zwecke genutzt.
Die Kommission E bewertete die Südafrikanische Teufelskrallenwurzel (Harpagophyti radix) in ihrer Monographie von 1989/1990 positiv und befürwortete die innere Anwendung bei Appetitlosigkeit, dyspetischen Beschwerden sowie als unterstützende Therapie bei degenerativen Erkrankungen des Bewegungsapparates.
Klinische Studien zeigten einen deutlichen Nutzen bei der Behandlung von Schmerzen und der Verbesserung der Beweglichkeit bei Erkrankungen des Bewegungsapparates.
Nach neueren Einschätzungen der Europäischen Arzneimittelagentur gibt es zwar keine durch klinische Studien gesicherte Wirksamkeit, die Wirksamkeit ist aber plausibel bei Gelenkschmerzen, Verdauungsstörungen und Appetitverlust.
Das Komitee für pflanzliche Medizinprodukte der Europäischen Arzneimittelagentur erkennt die Verwendung als traditionelles pflanzliches Arzneimittel an bei
- Linderung leichter Gelenkschmerzen
- Linderung von leichten Verdauungsstörungen wie Völlegefühl und Blähungen und Appetitlosigkeit

Gemäß der Volksmedizin und Ärzte-Erfahrung hilft Afrikanische Teufelskralle bei
- Geburtsschmerzen
- Gelenkschmerzen bei Patienten mit Morbus Crohn
- Hexenschuss
- Kopfschmerzen
- Kreuzschmerzen bei Spondylose
- Neuralgien
- Polyarthritis, chronisch entzündlichen, chronisch-rheumatischen Erkrankungen
- Sehnenentzündung
- Weichteilrheumatismus
- Wunden, Geschwüren und Furunkel

Hinweis: Nicht einnehmen bei Geschwüren im Magen-Darm-Trakt.
Medizinisch verwendet werden die unterirdischen, bis zu 600 g schweren, weit verzweigten Speicherwurzeln (Sekundärwurzeln). Die Pflanze mit Hauptwurzel (Primärwurzel) bleibt erhalten und kann somit neue Seitentriebe ausbilden. Die Speicherwurzeln werden zerkleinert und getrocknet. Über die Inhaltsstoffe der oberirdischen Teile ist wenig bekannt. Mittlerweile wird Teufelskralle auch bei Tieren wie Pferden und Hunden eingesetzt.

## Inhaltsstoffe
Die Hauptinhaltsstoffe sind:

Iridoidglycoside der Afrikanischen Teufelskralle

- Iridoidglycoside: hauptsächlich Harpagosid und in deutlich geringeren Mengen Harpagid und Procumbid u. a.[15]
- Phenylethanoid-Glycoside: Acteosid und Iso-Acteosid[15]
- Phytosterine
- Triterpene
- Flavonoide
- ungesättigte Fettsäuren
- Zimtsäure
- Chlorogensäure

Als wirksamkeitsbestimmender Inhaltsstoff der Afrikanischen Teufelskralle gilt das Harpagosid.

## Wildsammlung und Anbau

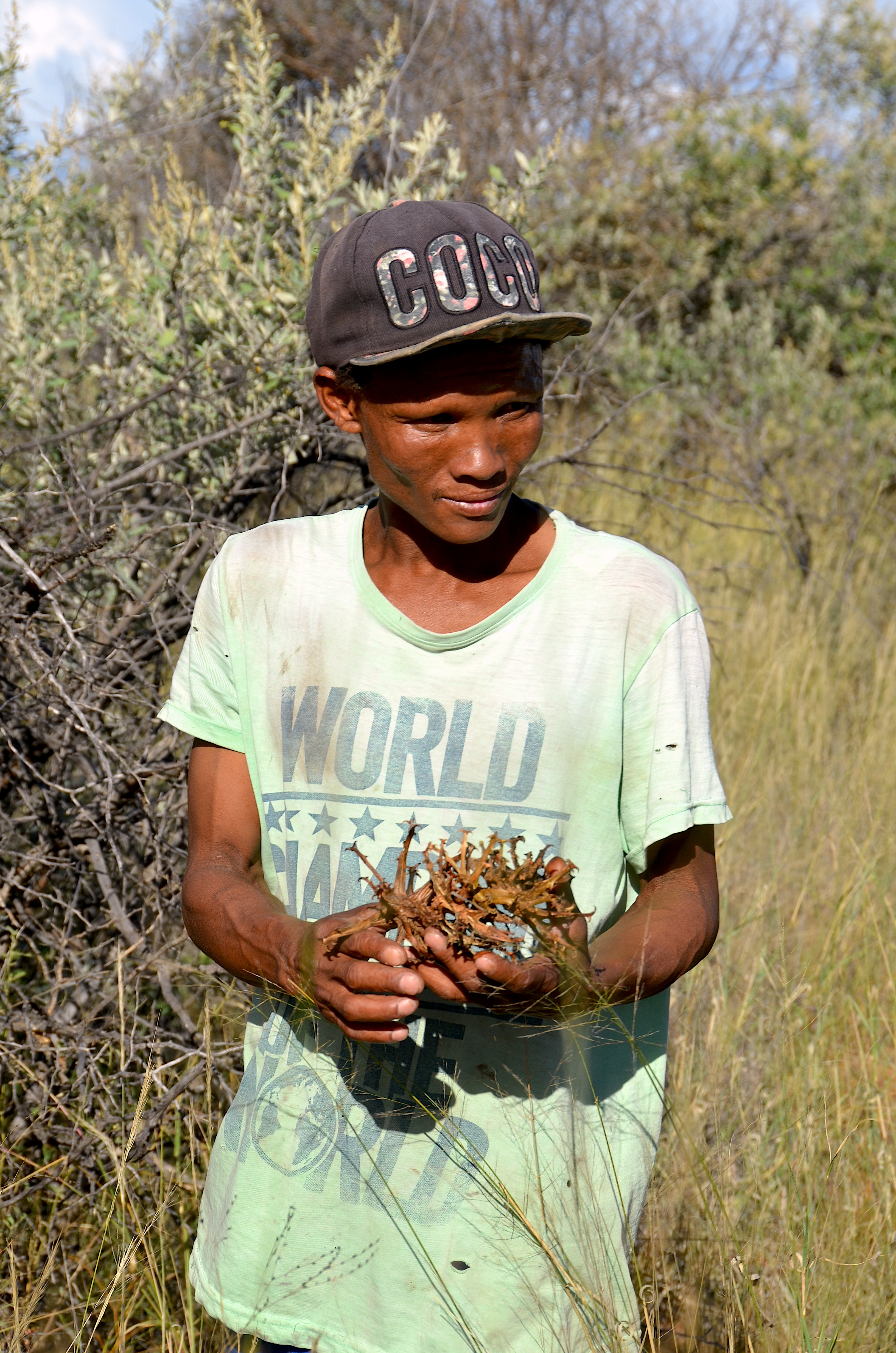
San-Mann beim Sammeln der wildwachsenden Teufelskralle in Namibia

Je nach Knollenzahl und Größe müssen dafür 20–30 Millionen, überwiegend wild wachsende Pflanzen ausgegraben werden. Aufgrund der geringen natürlichen Keimungsrate der Samen und teilweise unsachgemäßer Ernte kommt es zu einem enormen Druck auf die Teufelskrallen-Populationen. Die Wildsammlung wird von der lokalen schwarzen Bevölkerung vorgenommen und der Verkauf von Knollen der Afrikanischen Teufelskralle stellt für die Einheimischen eine wichtige wirtschaftliche Einkommensquelle dar. Daher besteht ein Konflikt zwischen der Nutzung einerseits und dem nötigen Schutz der Art andererseits. Es gibt Bestrebungen den Konflikt durch die Etablierung einer kontrollierten Sammlung von Wildpflanzen durch geschulte Sammler und gleichzeitig durch den nachhaltigen Anbau der Afrikanischen Teufelskralle im südlichen Afrika zu lösen. Dafür wird bei der Wildsammlung u. a. dazu übergegangen, die Hauptwurzel in der Erde zu belassen und nur die weit verzweigten Nebenwurzeln zu ernten sowie die Ernte in einem zeitlichen Abstand von vier Jahren durchzuführen.

## Wirtschaftlicher Nutzen
Der Hauptanteil der exportierten Teufelskrallenwurzel stammt aus Namibia (90 %). Von hier hat der kommerzielle Export 1962 begonnen. 1975 wurden bereits 180 Tonnen ausgeführt. Der Export stieg im ersten Jahrzehnt des 21. Jahrhunderts auf 331 bis 853 Tonnen pro Jahr.

## Ähnlichkeiten der Trivialnamen
Trotz ähnlicher Trivialnamen besteht keine Verwandtschaft der Afrikanischen Teufelskralle (Harpagophytum procumbens) mit der Gattung Teufelskrallen (Phyteuma) innerhalb der Familie der Glockenblumengewächse. Auch die Gemsenhorngewächse (Martyniaceae), beispielsweise die Gattung Proboscidea oder Ibicella lutea, werden als Teufelskrallen bezeichnet.